# Þrístapafell
Þrístapafell är ett berg i republiken Island. Det ligger i regionen Västlandet, 110 km nordost om huvudstaden Reykjavík. Toppen på Þrístapafell är 695 meter över havet, eller 95 meter över den omgivande terrängen. Bredden vid basen är 2,3 km.
Trakten runt Þrístapafell är nära nog obefolkad, med mindre än två invånare per kvadratkilometer. Det finns inga samhällen i närheten. Trakten runt Þrístapafell består i huvudsak av gräsmarker.